# Pachyneuria
Pachyneuria is een geslacht van vlinders van de familie dikkopjes (Hesperiidae), uit de onderfamilie Pyrginae.

## Soorten
- P. damon (Bell, 1937)
- P. duidae (Bell, 1932)
- P. helena (Hayward, 1939)
- P. inops (Mabille, 1877)
- P. jaguar Evans, 1953
- P. licisca (Plötz, 1882)
- P. lineatopunctata (Mabille & Boullet, 1916)
- P. obscura Mabille, 1888